# Los Secretos
Los Secretos és grup de música pop-rock espanyol fundat a Madrid i que ha desenvolupat la seua carrera des dels anys 80 del segle xx fins a l'actualitat. Se'ls ha relacionat habitualment amb la movida madrilenya, arribant inclòs a fer-se documentals de RTVE que diuen que aquesta va començar amb el famós Concert homenatge a Canito, encara que ells sempre han preferit identificar-se amb els grups sorgits sota la influència de la New Wave britànica.
Enquadrada en els seus orígens, junt a altres bandes com Nacha Pop, Mamá i Trastos, en el renovador moviment de música popular que va anomenar-se Nueva Ola Madrileña, Los Secretos s'han rebel·lat a través de més de trenta anys en actiu, i gràcies a nombroses cançons considerades clàssiques (entre les que figuren Déjame, Sobre un vidrio mojado, Quiero beber hasta perder el control i Pero a tu lado), com una de les agrupacions més importants de la història de la música pop-rock espanyola.

## Història
La seua formació ha canviat al llarg dels anys: els canvis van ésser forçats en els primers anys per les successives morts de dos dels seus bateries, el primer Canito (a l'època en què el grup encara s'anomenava Tos) i després el seu substitut, el també compositor i cantant Pedro A. Díaz, al que varen fitxar després de posar un anunci a l'emissora Onda 2 després de la mort de Canito (tots dos eren compositors i cantants a més de tocar la bateria, i ambdós van tenir una gran influència en el grup). Al llarg dels anys el nucli principal de Los Secretos va ésser l'integrat pels germans Urquijo (1980-1984): Javier (només al començament), Enrique (fins a la seva mort a 1999) i Álvaro en la primera època amb tres LP editats en Polydor, posteriorment Enrique i Álvaro junt a Jesús Redondo, Nacho Lles i Steve Jordan amb la reunificació del grup el 1986 i un mini-LP i un LP editats a Twins. La formació actual es compon de Álvaro Urquijo (veu i guitarres), Ramón Arroyo (guitarres), Jesús Redondo (teclats) amb Juanjo Ramos (baix) i Santi Fernández (bateria) - aquests dos últims músics habituals del grup però no membres de fet.
L'etapa de major esplendor va ésser als anys 90, amb els reeixits àlbums Adiós tristeza i Cambio de planes i posteriorment el recopilatori Grandes éxitos. El 1999 la banda va patir un moment molt delicat amb la mort de Enrique Urquijo, dur cop que tanmateix va contribuir a fer renàixer el grup amb la publicació de l'àlbum homenatge A tu lado l'any 2000, que va comptar amb nombroses col·laboracions d'artistes pròxims al grup. L'any 2002 Los Secretos van tornar amb un nou àlbum d'estudi sota el lideratge de Álvaro Urquijo i de llavors ençà romanen en actiu, i han publicat un altre disc d'estudi, un recopilatori per la celebració dels 30 anys del grup i dues gravacions en viu.

### 1978 - 1979: Tos
El 1978 els germans Urquijo (Javier, guitarra, Enrique, baix i veu, i Álvaro, guitarra) s'uneixen al bateria, compositor i cantant José Enrique Cano (Canito) per a formar el grup Tos. Hi formarien part des dels primers temps de l'explosió de creativitat que va tindre lloc a l'escena musical de Madrid, encara que hi mantenien les seues influències de les grans bandes de country rock americanes. El 1979 varen gravar sis maquetes que es van recollir EP Tos, com Snoopy y Olga i Máquinas, així com les primeres versions de Déjame i Me aburro.
La nit de cap d'any de 1979, un accident de trànsit va causar la mort de Canito, i després d'això es produiria la fi de la primera etapa del grup.

### 1980 - 1985: Primers temps de Los Secretos
Al febrer de 1980 es va celebrar a l'Escola d'Enginyers de Camins de Madrid un Concert homenatge a Canito en el qual a més dels restants membres de Tos hi participen diversos grups de la Nueva Ola madrilenya (que més tard serà coneguda com la movida).
Els germans Urquijo decideixen continuar, ara amb el bateria Pedro A. Díaz (també compositor i cantant), i canvien el nom de la banda per Los Secretos. Amb aquesta nova denominació fitxen per Polydor i graven un EP de quatre cançons, que es va gravar en tan sols 25 hores d'estudi als estudis Eurosonic de Madrid. Va ésser l'avançament del seu primer LP, Los Secretos, que va veure la llum el 1981 i que també es va gravar a Eurosonic amb Mike Cooper com a enginyer de so. En aquest àlbum, que inclou cançons com Déjame, Ojos de perdida i Sobre un vidrio mojado (L'única versió del disc, originalment de "Kano y los Bulldogs"), la producció de Juan Luis Izaguirre obté un so sòlid i clar que seria característic dels primers anys del grup. Utilitzen guitarres de 12 cordes, com la famosa Hofner 457 de la portada del LP, un harmonitzador Eventide perquè els cors sonessin compactes, i el característic so de la bateria de Pedro i les línies de baix d'Enrique que enriquien el conjunt. Així s'aconsegueix un dels àlbums més importants de la nova onada i un disc de referència en la història del rock en castellà.
Durant els anys següents, Los Secretos editen dos nous àlbums, Todo sigue igual (1982), amb cançons com la que dona títol a l'àlbum, Problemas o Ráfagas, i Algo más (1983), que inclou Hoy no i No me imagino. Són anys difícils per al grup, sense rebre pràcticament cap promoció per part de la seva discogràfica, passant gran part del temps a la carretera i vivint les primeres experiències negatives amb les drogues. I de nou, a maig de 1984, un accident de trànsit s'emportà la vida del bateria del grup, Pedro A. Díaz, quan conduïa cap a Madrid.

### 1986 - 1988: Refundació
Enrique decideix refundar el grup el 1986, aquesta vegada amb una orientació més country i sense la presència de Javier. En aquesta nova etapa, Enrique es dedica exclusivament a cantar i abandona el baix, deixant que Álvaro s'ocupi de les guitarres. El 1986 publiquen el mini-LP El primer cruce, en el qual participa Ramón Arroyo en les guitarres, així com Nacho Lles al baix i Steve Jordan a la bateria.
El 1987 es publica Continuará, un àlbum amb cançons de diversos estils incloent-hi una versió de Por el túnel de Joaquín Sabina, així com la que seria un dels grans clàssics del grup, Buena chica, firmada per ambdós germans.
El 1988 apareix el primer disc en directe de Los Secretos (titulat simplement Directo), en el qual junt a Enrique, Álvaro, Ramón Arroyo, Nacho Lles i Steve Jordan, hi participa Jesús Redondo als teclats; així mateix compten amb la col·laboració de José María Granados (del grup Mamá), Javier Teixidor (de Mermelada) i Joaquín Sabina. Directo va ésser el primer disc d'or de Los Secretos.
Els àlbums Continuará i Directo tenen una pobre producció que es tradueix en un so pla i amb poca diferenciació d'instruments i de veus.
Per aquesta raó, cap cançó d'aquests LPs es va recuperar pel Grandes éxitos de 1996 (si bé Buena chica fou inclosa en una versió en directe gravada el mateix any). Grandes éxitos II, de 1999, recuperarà diverses cançons d'estos dos àlbums mesclades per a l'ocasió, aconseguint-ne un millor so.

### 1989 - 1998: Anys d'estabilitat
1989 és l'any de La calle del olvido. Per aquest àlbum el grup compta de nou amb la participació de Jesús Redondo als teclats, completant-ne la que seria en endavant la formació bàsica del grup: Enrique, Álvaro, Ramón Arroyo i Jesús Redondo. Nacho Lles abandona la banda durant la gravació del disc i Steve Jordan se'n va en acabar la gravació.
Els següents àlbums seran Adiós tristeza el 1991 i Cambio de planes el 1993. En ambdós compten, igual que en La calle del olvido, amb la curosa producció de Joaquín Torres, que junt amb l'equilibri compositiu i interpretatiu entre Enrique i Álvaro proporciona al grup un so característic, estabilitat artística i un relatiu èxit comercial, encara que sense grans xifres en vendes.
És durant aquests anys quan Enrique posa en marxa el seu projecte en paral·lel, Los Problemas, grup amb el qual realitza actuacions en petits locals i visita altres estils musicals. El 1993 es publica el seu primer àlbum, Enrique Urquijo y Los Problemas, en el qual s'inclouen noves cançons de Enrique, així com versions de temes de Los Secretos i d'altres artistes com Nacha Pop, Radio Futura i Alaska y Los Pegamoides.
Dos caras distintas, publicat el 1995, és el primer àlbum de Los Secretos gravat fora d'Espanya, concretament a Anglaterra sota la direcció de l'experimentat productor Mike Vernon (el qual havia treballat amb, entre d'altres, Ten Years After, David Bowie, Eric Clapton i Fleetwood Mac). Per aquest LP es va comptar amb músics d'estudi britànics al baix i a la bateria.
El 1996 Los Secretos publiquen un disc recopilatori en format estàndard (Grandes éxitos) i una caixa recopilatòria en format de luxe (La historia de Los Secretos) que inclou tres discos amb material de la discografia oficial i uns quants temes inèdits. Per a aquests recopilatoris es grava la cançó Agárrate a mí María, un bonic tema escrit per Enrique i dedicat a la seva filla, María. Grandes éxitos va suposar un gran èxit de vendes per a Los Secretos, venent-ne 450.000 còpies, i va donar lloc a una llarga gira durant l'any 1997.
1998 fou un any de descans per al grup, centrant-se cada component en els seus projectes individuals. Així, aquest any va sortir l'àlbum en solitari d'Álvaro, Álvaro Urquijo, així com el segon LP d'Enrique Urquijo y Los Problemas, Desde que no nos vemos.

### 1999 - 2001: La mort d'Enrique iA tu lado
El 1999 Los Secretos preparen el llançament d'un segon volum recopilatori (Grandes éxitos, vol. II). La mort d'Enrique la nit del 17 de novembre (precisament el dia abans de la sortida de l'àlbum) va suposar un cop molt fort per al grup, el futur del qual era dubtós.
El 2000, Álvaro, Ramón i Jesús organitzen la gravació d'un disc homenatge a Enrique (A tu lado - Un homenaje a Enrique Urquijo) on es graven cançons seves, interpretades pels altres tres components de la banda, acompanyats per una colla d'artistes, amics d'Enrique (Javier Urquijo, Carlos Goñi, Antonio Vega, Carlos Tarque, Ariel Rot, Celtas Cortos, Cómplices, Cristina Lliso, Javier Álvarez, David Summers, José María Granados, Luz Casal, Manolo Tena, Miguel Ríos, Mikel Erentxun, Nacho Campillo i Pau Donés). A tu lado inclou també l'última cançó gravada per Enrique, Hoy la vi, que havia deixat en forma de maqueta i fou arreglada i editada per a aquest disc.
Després de la publicació d'A tu lado Los Secretos van fer una gira en la qual alguns dels artistes convidats al disc van compartir l'escenari amb el grup.
El 2001 es publica Grandes éxitos, ed. revisada y remasterizada, una nova recopilació on es recullen talls dels dos anteriors àlbums de grans èxits, remasteritzats a partir de les mescles originals. El format d'aquest àlbum (que forma part d'una col·lecció editada per DRO East-West amb edicions revisades i remasteritzades d'àlbums clàssics i recopilacions de diferents grups espanyols) és el de disc-llibre, i inclou una breu biografia i discografia del grup fins llavors.

### 2002 - 2006: Retorn amb Álvaro al capdavant
Malgrat els dubtes sobre el seu futur, Los Secretos havien continuat tocant i gravant junts per a l'àlbum i la gira homenatge a Enrique. El 2002 tornen a l'estudi per editar el primer àlbum de l'etapa liderada per Álvaro Urquijo (Solo para escuchar). Aquest LP recull una cançó en col·laboració amb Jackson Browne, que ja havia gravat anteriorment amb Enrique.
El 2003 Los Secretos graven un nou disc en directe (Con cierto sentido), aquest cop en format més acústic, acompanyats per una orquestra de corda i una producció molt treballada. Con cierto sentido es va publicar també en format de DVD.
El grup torna a l'estudi un cop més el 2006 per a publicar el seu dotzè àlbum d'estudi, Una y mil veces.

### 2007 - 2009: 30 anys de Los Secretos

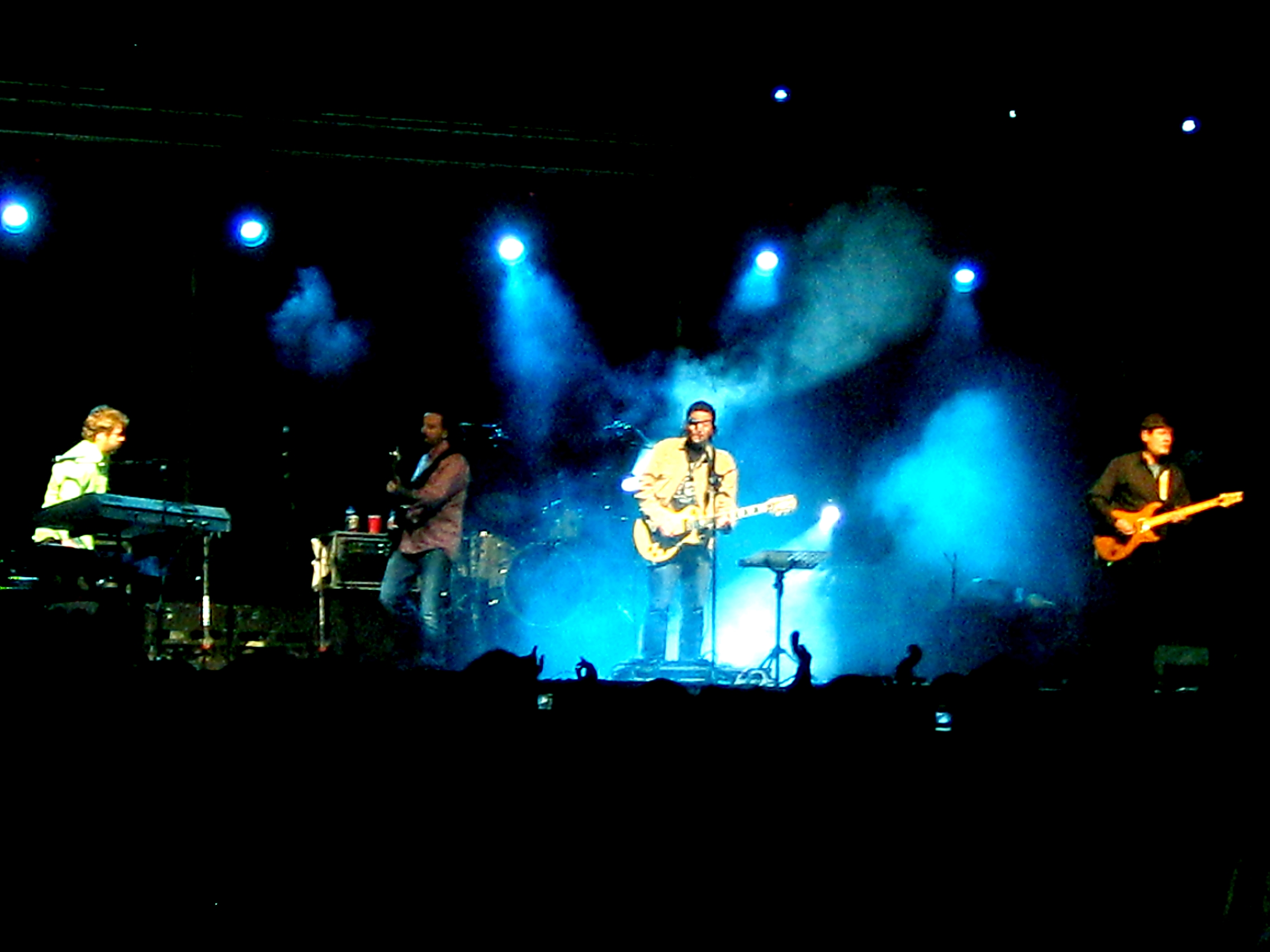
Los Secretos a la Plaça d'Espanya de Palma el febrer de 2009.

El 2007, 30 anys després dels seus inicis com a Tos, Los Secretos publiquen una nova caixa recopilatòria (30 años), en la qual s'inclouen dos CDs amb material antic i nou, un llibret que recull la discografia i una petita biografia del grup, i dos DVDs amb videoclips i material de l'arxiu de TVE.
El 10 d'octubre de 2008, Los Secretos celebren els 30 anys de trajectòria tocant por primera vegada a la plaça de toros de Las Ventas a Madrid. Aquest concert, on compten amb molts convidats (Miguel Ríos, José María Granados, Conchita, Fito Cabrales i Carlos Raya, Manolo García, Joaquín Sabina, David Summers i Amaral) es publica el mateix any en una caixa amb dos CDs i dos DVDs (Gracias por elegirme - Las Ventas 10 octubre de 2008) que també inclou el tema nou No, no, no en una versió d'estudi.
En 2009 comencen una gira promocionant Gracias por elegirme, que culmina el 18 de desembre amb un concert al Palacio de los Deportes de Madrid, amb Mamá com a grup convidat.

## Discografia

### Àlbums d'estudi
- Los Secretos (EP) (1980) Polydor
- Los Secretos (1981) Polydor
- Todo sigue igual (1982) Polydor
- Algo más (1983) Polydor
- El primer cruce (1986) Twins
- Continuará (1987) Twins
- La calle del olvido (1989) Twins
- Adiós tristeza (1991) Twins
- Cambio de planes (1993) Dro
- Dos caras distintas (1995) Dro
- Sólo para escuchar (2002) Dro
- Una y mil veces (2006) Dro

### Àlbums en directe
- Directo (1988) Twins
- Con cierto sentido (2003) Dro
- Gracias por elegirme - Las Ventas 10 octubre de 2008 (2008) Dro

### Recopilatoris
- Lo mejor (1985)
- La historia de Los Secretos (1996)
- Grandes éxitos (1996)
- Grandes éxitos II (1999)
- A tu lado - Un homenaje a Enrique Urquijo (2000)
- Grandes éxitos, ed. revisada y remasterizada (2001)
- 30 años (2007)